# Dragon Ball/What's My Destiny Dragon Ball
Dragon Ball/What's My Destiny Dragon Ball è il sedicesimo singolo di Giorgio Vanni edito da Panini S.p.A., pubblicato il 20 dicembre 2019 e distribuito da Pan distribuzione solo nel formato 45 giri.

## Il singolo
Il singolo fa parte di una collana chiamata SigleAnimate distribuite da Pan Distribuzione, le canzoni usate per le tracce audio sono i master originali dell’epoca, di proprietà di RTI S.p.A., mentre la realizzazione dei 45 giri è a cura di Artist First. Limitato a 500 copie, questo è il secondo disco della collana appena citata.
A differenza del precedente questo 45 giri ha una copertina più ricca ma anacronistica, infatti riporta il logo di Uan, Four e Five dell'album di Cristina D'Avena Fivelandia 3, pupazzi che non avevano più nulla a che vedere con l'epoca delle due canzoni.

## Le canzoni
Dragon Ball è una canzone scritta da Alessandra Valeri Manera su musica di Max Longhi e Giorgio Vanni, ed è la sigla italiana dell'anime Dragon Ball a partire dalla trasmissione dello stesso su Italia 1.
Durante l'evento di presentazione del vinile di Dragon Ball Super Kame Hame Ha, Max Longhi ha rivelato che inizialmente la musica della canzone era stata pensata per Superman, scritta sempre dal trio e interpretata dall'artista.
Dragon Ball è stata pubblicata anche in una versione dance dal titolo Dragon Ball (versione dance), sempre all'interno dell'album Fivelandia 1999. La canzone è stata inoltre remixata l'anno successivo per l'album Cartuno. Successivamente nel 2003 è stata ripresa ancora una volta e inserita nel medley Dragon Ball Saga che, sempre nello stesso anno è stato remixato e pubblicato nell'album Cartuno - Parte 3. Nel 2019 l'artista incide Dragon Ball Iper Ultra la cui musica e melodia è l'intro di Dragon Ball, la canzone infatti nasce come parodia per un'animazione fan made pubblicata su YouTube.
Del brano sono state pubblicate anche la base musicale con coro e la versione strumentale con coro.
Anche What's My Destiny Dragon Ball è scritta dallo stesso trio, cantata sempre da Giorgio Vanni ed è la sigla italiana di Dragon Ball Z. Come la precedente, la canzone è stata remixata ed inserita all'interno di Cartuno e nel medley Dragon Ball Saga.
Nel 2010 la canzone viene anche inserita all'interno del medley Hipnotic Remix dell'album Giorgio Vanni Project - I cartoni di Italia1 e anche ricantata con un nuovo arrangiamento slow, quest'ultima è stata anche eseguita in duetto con Cristina D'Avena e, Max Longhi alla tastiera, durante il Lucca Comics & Games 2011. Nel 2012 viene pubblicato What's My Destiny Dragon Ball/Go West (Mash Up), mash up della canzone con Go West all'interno dell'album Time Machine - Da Goldrake a Goku. L'idea dell'unione viene dalla forte somiglianza delle due canzoni, in particolare nel ritornello. Nel 2013 la canzone viene inserita all'interno del medley Holly e Benji, Mila e Shiro eseguito a Colorado con i Gem Boy. Nel 2018 poi, l'artista canta ancora una volta la canzone, in duetto con i Trick or Treat in una nuova versione metal, arrangiata proprio dal gruppo

## Tracce
- LP: PANGAG 002

Lato A
Testi di Alessandra Valeri Manera, musiche di Max Longhi e Giorgio Vanni; edizioni musicali RTI S.p.A..
1. Dragon Ball – 3:15

Lato B
Testi di Alessandra Valeri Manera, musiche di Max Longhi e Giorgio Vanni; edizioni musicali RTI S.p.A..
1. What's My Destiny Dragon Ball – 2:57

## Video musicali
Entrambe le canzoni come la maggior parte delle sigle di cartoni animati hanno avuto un loro video musicale, formato da immagini della sigla giapponese e da spezzoni degli episodi della rispettiva serie animata.

## Formazione e produzione dei brani

### Dragon Ball e Dragon Ball (versione dance)
- Max Longhi – tastiera, programmazione, cori aggiuntivi, produzione e arrangiamento, registrazione al Keypirinha Recording Studio, Lesmo (MB)[11]
- Giorgio Vanni – voce, chitarra e cori aggiuntivi
- Maurizio Macchioni – registrazione e mixaggio allo Studio Hyde Park, Vimodrone (MI)
- Stefano Pecorelli – chitarra
- I Piccoli Cantori di Milano – cori
- Laura Marcora – Direzione cori
- Simona Scuto – cori aggiuntivi
- Marco Gallo – cori aggiuntivi

#### Dragon Ball (remix)
- Morris Capaldi – Remix all'Act Studio, San Damiano (Milano)
- Max Longhi – Supervisione musicale per Lova Music Srl
- Giorgio Vanni – Supervisione musicale per Lova Music Srl
- Obrhaim & Viscount – Supporto tecnico
- Titan Music Italy – Supporto tecnico

#### Dragon Ball Saga
- Max Longhi – cori aggiuntivi e produzione, tastiera, programmazione, registrazione e mixaggio al Keypirinha Recording Studio, Lesmo (MB)
- Giorgio Vanni – cori aggiuntivi e produzione
- Marco Gallo – cori aggiuntivi
- Roberto Oreti – cori aggiuntivi
- Silvio Pozzoli – cori aggiuntivi

#### Dragon Ball Saga (remix)
- Morris Capaldi – Remix all'Act Studio, San Damiano (Milano)
- Max Longhi – Supervisione musicale per Lova Music Srl
- Giorgio Vanni – Supervisione musicale per Lova Music Srl

#### Dragon Ball Iper Ultra
- Giorgio Vanni – Voce, chitarra e produzione
- Max Longhi – produzione
- Daniele Cuccione – arrangiamento, registrazione e mixaggio al Lova Studio (Milano)

### What's My Destiny Dragon Ball
- Giorgio Vanni – voce, chitarra
- Max Longhi – tastiera, programmazione, produzione e arrangiamento, registrazione e mixaggio al Keypirinha Recording Studio, Lesmo (MB)[11]
- Paolo Cingolani – Registrazione e mixaggio al Metropolis Recording Studio (Milano)
- I Piccoli Cantori di Milano – cori
- Laura Marcora – Direzione cori
- Silvio Pozzoli – cori aggiuntivi
- Roberto Oreti – cori aggiuntivi
- Marco Gallo – cori aggiuntivi

#### What's My Destiny Dragon Ball (remix)
- Giorgio Vanni – Produzione per Banzai Music Production Snc
- Max Longhi – Produzione per Banzai Music Production Snc
- Morris Capaldi – Remix all'Act Studio, San Damiano (Milano)
- Michele Brustia – Remix all'Act Studio, San Damiano (Milano)
- Obrhaim & Viscount – Supporto tecnico
- Titan Music Italy – Supporto tecnico
- Prina Musical Instruments (Milano) – Supporto tecnico

#### Hypnotic Remix
- Valerio Vicentini – Remix
- Max Longhi – Produzione musicale per Lova Music Srl
- Giorgio Vanni – Produzione musicale per Lova Music Srl

#### What's My Destiny Dragon Ball/Go West (Mash up)
- Giorgio Vanni – Voce, produzione e arrangiamento per Lova Music Srl e chitarre
- Max Longhi – Produzione e arrangiamento per Lova Music Srl, tastiera e programmazione
- Federico Marchetti – Voce
- Fabio Gargiulo – Chitarre

## Interpretazioni dal vivo
Entrambe le canzoni, nelle loro versioni originali, sono da sempre presenti nella scaletta di tutti i concerti dell'artista, in quanto due delle canzoni più iconiche della sua discografia. Per quanto riguarda What's My Destiny Dragon Ball, tra le tante esibizioni dell'artista, è stata cantata dal vivo nel 2018 durante 90 Special, Giorgio Vanni esegue la canzone in duetto con Shade che per l'occasione aggiunge delle nuove strofe rap proprio in coda alla canzone.

## Cover
Entrambe le canzoni hanno avuto diverse cover amatoriali durante gli anni, molte eseguite da cover band in live, altre pubblicate su YouTube e altre ancora pubblicate in album musicali. In un'intervista con l'artista, Cristina D'Avena ha rivelato che What's My Destiny Dragon Ball è la canzone di Giorgio Vanni che avrebbe voluto cantare, infatti ha anche eseguito più volte durante i suoi concerti la canzone, sia con la base che in medley acustici con i Gem Boy.

### What's My Destiny Dragon Ball/Pesca la tua carta Sakura/Lupin l'incorreggibile Lupin
- Max Vicinelli – Tastiere e pianoforte
- Alessandro Ronconi "J.J. Muscolo" – Chitarra
- Andrea Taravelli – Basso elettrico
- Matteo Monti – Batteria
- Michele Romagnoli "Sdrushi" – Fonico e mixer
- Andrea Poltronieri – Sax e chitarra elettrica

## Pubblicazioni all'interno di album e raccolte
Dragon Ball, What's My Destiny Dragon Ball e le loro diverse versioni sono state pubblicate su alcuni album e raccolte, molte delle quali di Cristina D'Avena
| Anno | Album                                                                           | Titolo                                                | Versione                                      |
| ---- | ------------------------------------------------------------------------------- | ----------------------------------------------------- | --------------------------------------------- |
| 1999 | Fivelandia 1999                                                                 | Dragon Ball                                           | Versione originale                            |
| 1999 | Fivelandia 1999                                                                 | Dragon Ball (versione dance)                          | Versione originale                            |
| 2000 | Dragon Ball Dance Compilation                                                   | Dragon Ball                                           | Versione remix                                |
| 2000 | Dragon Ball Dance Compilation                                                   | Dragon Ball                                           | Versione originale                            |
| 2000 | Pokémon e Dragon Ball Dance Compilation                                         | Dragon Ball                                           | Versione remix                                |
| 2000 | Pokémon e Dragon Ball Dance Compilation                                         | Dragon Ball                                           | Versione originale                            |
| 2000 | Fivelandia 18                                                                   | What's My Destiny Dragon Ball                         | Versione originale                            |
| 2000 | Pokémon Cartoons Dance Compilation                                              | Dragon Ball                                           | Versione remix                                |
| 2000 | Pokémon Cartoons Dance Compilation                                              | What's My Destiny Dragon Ball                         | Versione remix                                |
| 2000 | Pokémon Cartoons Dance Compilation                                              | Dragon Ball                                           | Versione base musicale con coro               |
| 2000 | Pokémon Cartoons Dance Compilation                                              | What's My Destiny Dragon Ball                         | Versione base musicale con coro               |
| 2001 | Cartuno                                                                         | Dragon Ball                                           | Versione remix                                |
| 2001 | Cartuno                                                                         | What's My Destiny Dragon Ball                         | Versione remix                                |
| 2002 | Cristina D'Avena e i tuoi amici in TV 15                                        | Dragon Ball                                           | Versione originale                            |
| 2002 | Cristina D'Avena e i tuoi amici in TV 15                                        | What's My Destiny Dragon Ball                         | Versione originale                            |
| 2002 | Cartuno - Parte 2                                                               | Dragon Ball                                           | Versione remix                                |
| 2003 | Fivelandia 21                                                                   | Dragon Ball Saga                                      | Versione originale                            |
| 2003 | Cartuno - Parte 3                                                               | Dragon Ball Saga                                      | Versione remix                                |
| 2004 | Cartoon Story                                                                   | Dragon Ball                                           | Versione originale                            |
| 2004 | Cartoon Story                                                                   | What's My Destiny Dragon Ball                         | Versione originale                            |
| 2005 | Cartoon Parade                                                                  | Dragon Ball                                           | Versione originale                            |
| 2005 | Cartoonlandia Boys                                                              | Dragon Ball                                           | Versione originale                            |
| 2005 | Cartoonlandia Boys                                                              | What's My Destiny Dragon Ball                         | Versione originale                            |
| 2006 | Cartoonlandia Boys&Girls Story                                                  | Dragon Ball                                           | Versione originale                            |
| 2006 | Cartoonlandia Boys&Girls Story                                                  | What's My Destiny Dragon Ball                         | Versione originale                            |
| 2008 | Le canzoni di Nonna Pina Story                                                  | Dragon Ball                                           | Versione originale                            |
| 2008 | Gormiti Compilation e i tuoi supereroi                                          | Dragon Ball                                           | Versione originale                            |
| 2008 | Gormiti Compilation e i tuoi supereroi                                          | Dragon Ball Saga                                      | Versione originale                            |
| 2008 | Cartoon Music Mania                                                             | What's My Destiny Dragon Ball                         | Versione remix pulito                         |
| 2008 | Cartoonlandia Boys&Girls Story                                                  | Dragon Ball                                           | Versione originale                            |
| 2008 | Cartoonlandia Boys&Girls Story                                                  | What's My Destiny Dragon Ball                         | Versione originale                            |
| 2009 | Cartoonlandia - Le basi musicali dei cartoni                                    | Dragon Ball                                           | Versione strumentale con coro                 |
| 2009 | Cartoonlandia - Le basi musicali dei cartoni                                    | Dragon Ball                                           | Versione base musicale con coro               |
| 2010 | Giorgio Vanni Project - I cartoni di Italia1                                    | What's My Destiny Dragon Ball                         | Versione originale                            |
| 2010 | Giorgio Vanni Project - I cartoni di Italia1                                    | What's My Destiny Dragon Ball (Electric Slow Version) | Versione originale                            |
| 2010 | Giorgio Vanni Project - I cartoni di Italia1                                    | Hypnotic Remix                                        | Versione originale                            |
| 2011 | Cartoonlandia Story '80-'90                                                     | Dragon Ball                                           | Versione originale                            |
| 2011 | Cartoonlandia Story 2000-2010                                                   | What's My Destiny Dragon Ball                         | Versione originale                            |
| 2011 | Oltre i cieli dell'avventura e...                                               | Dragon Ball                                           | Versione originale                            |
| 2011 | Oltre i cieli dell'avventura e...                                               | What's My Destiny Dragon Ball                         | Versione originale                            |
| 2011 | Oltre i cieli dell'avventura e...                                               | Dragon Ball Saga                                      | Versione originale                            |
| 2012 | Time Machine - Da Goldrake a Goku                                               | What's My Destiny Dragon Ball/Go West (Mash up)       | Versione originale                            |
| 2012 | Bim Bum Bam Compilation                                                         | Dragon Ball                                           | Versione originale                            |
| 2012 | Il valzer del moscerino presenta - Cartuno Remix                                | Dragon Ball Saga                                      | Versione remix                                |
| 2014 | Super Hits - Il meglio del meglio del meglio                                    | Dragon Ball                                           | Versione originale                            |
| 2014 | Super Hits - Il meglio del meglio del meglio                                    | What's My Destiny Dragon Ball                         | Versione originale                            |
| 2014 | Super Hits - Il meglio del meglio del meglio                                    | What's My Destiny Dragon Ball (Electric Slow Version) | Versione originale                            |
| 2017 | Time Machine Reloaded - Da Goldrake a Goku                                      | What's My Destiny Dragon Ball/Go West (Mash up)       | Versione originale                            |
| 2017 | I grandi classici - Le sigle storiche dei cartoni di Canale 5, Italia 1, Rete 4 | Dragon Ball                                           | Versione originale                            |
| 2017 | Fantastiche avventure                                                           | What's My Destiny Dragon Ball                         | Versione originale                            |
| 2018 | Re-Animated                                                                     | What's my Destiny Dragon Ball                         | Versione metal in duetto con i Trick or Treat |
| 2019 | –                                                                               | Dragon Ball Iper Ultra                                | Versione originale                            |